# Arrêtez-moi là
Arrêtez-moi là è un film del 2016 diretto da Gilles Bannier, adattamento cinematografico di un romanzo di Iain Levison, ispirato al rapimento di Elizabeth Smart.

## Trama
Samson Cazalet, un tassista della regione di Nizza, è accusato di aver rapito la figlia di una cliente che era andato a prendere all'aeroporto. Molti fatti, che di per sé sarebbero insignificanti, confortano l'accusa. La polizia pasticcia con le indagini, il suo avvocato è piuttosto dilettante e si ritrova in assise, mentre la macchina giudiziaria gli si stringe addosso come una trappola.

## Botteghino
A fronte di un budget di $ 3 milioni, il film ha incassato complessivamente $ 214.000.